# 航南公路
航南公路是中国上海市的一条道路。东起浦东新区航头镇，西至奉贤区南桥镇，以道路起讫点首字命名。道路曾被编为上海306省道。

## 改建
航南公路（S4跨线桥东—金海公路）于2025年进行改造。道路等级为为二级公路，设计时速60km/h，双向4快2慢。

## 主要交汇道路（东向西）

### 东段
- 沪南公路
- 航鹤路、航浦路
- 林海公路
- 大叶公路、沿钱公路/沿浦公路
- 东方美谷大道

### 西段
- 金钱公路接金大公路
- 金海公路
- 望园南路/望园路
- 南桥环城东路
- 南桥路/沪杭公路（北段）
- 南桥环城西路
- 沪杭公路（南段）
- 浦卫公路接航南支路

## 沿线轨道交通
- 望园路口：515望园路站[3]
- 南桥环城东路口：5环城东路站